# يوسف سويسال
يوسف سويسال (بالتركية: Yusuf Soysal)‏ هو لاعب كرة قدم تركي في مركز حراسة المرمى، ولد في 26 أبريل 1982 في فرانكفورت في ألمانيا. لعب مع أوفتاس سبور وإسكيشهرسبور وغنتشلربيرليغي وقيصري إيرسيسبور وكايسري سبور.

## وصلات خارجية
- يوسف سويسال على موقع اتحاد تركيا (لاعب) (الإنجليزية)
- يوسف سويسال على موقع قاعدة بيانات كرة القدم.إي يو (الإنجليزية)